# Ziyadat Allah I
Ziyādat Allāh I (in arabo زيادة الله الأول‎?; 788 – 10 giugno 838) è stato il terzo emiro aghlabide in Ifrīqiya dall'817 fino alla sua morte.

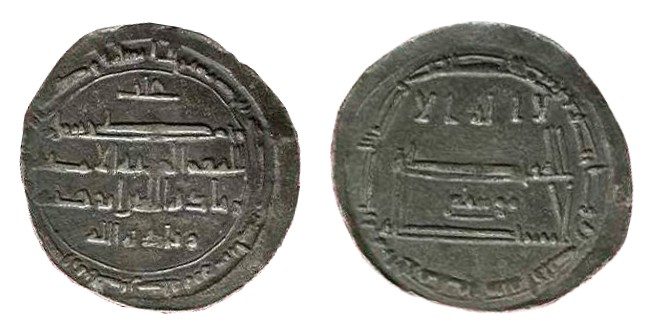
Dirham aghlabide battuto nell'817 a Qayrawan da Ziyādat Allāh I

Abū Muhammad Ziyādat Allāh I ibn Ibrāhīm succedette a suo fratello, ʿAbd Allāh (812–817) alla guida dell'Emirato d'Ifrīqiya. Durante il suo governo restarono assai tese le relazioni tra la dinastia regnante da un lato e dall'altro quella dei fuqahāʾ e delle truppe arabe (inviate a suo tempo per pacificare il Paese dalle continue sommosse kharigite) e chiamate per antonomasia  Jund, ossia "esercito".
Quando Ziyādat Allāh I tentò di congedare nell'824 le unità arabe (invise per la loro alterigia e avidità, oltre che ritenute un corpo estraneo dalla maggioranza degli Arabi giunti all'epoca della conquista e dal resto della popolazione, sostanzialmente berbera), egli fu costretto a fronteggiare una serie di loro gravi insurrezioni a Tunisi, la seconda città dell'Ifriqiya dopo la capitale Qayrawan, la prima delle quali guidata da Mansūr al-Tunbūdhī, che egli riuscì a domare solo nell'836 con il determinante aiuto dei Berberi.
Ziyādat Allāh I aveva già organizzato nell'827 un'importante campagna militare contro la Sicilia (chiamate in modo altisonante jihād marittimo) nel tentativo di offrire un lucroso diversivo ai suoi indisciplinati e irrequieti soldati arabi, cui si affiancarono numerosi contingenti berberi, nella speranza di lucrare un ricco bottino. L'isola era sotto il dominio bizantino e le forze aghlabidi furono affidate al notissimo giurista malikita Asad ibn al-Furat, autore dell'Alfiyya, la cui famiglia (di origine khorasanica) aveva tradizionali capacità militari. 
Sebbene inizialmente respinte dai Bizantini, opportuni rinforzi consentirono ai conquistatori di impadronirsi di Palermo, eleggendola a propria capitale nell'831. La frammentata situazione dell'Italia e le rivalità tra i vari potentati (che tra l'altro consentiranno a vari gruppi di musulmani d'insediarsi sotto il Traetto, alle foci del Garigliano, e di offrire i loro servigi di mercenari persino al vescovo-principe di Napoli, Atanasio II) consentirono alle truppe berbero-arabe d'impiantarsi in modo abbastanza stabile in Sicilia, anche se ci vorrà più d'un secolo (quando gli Aghlabidi avevano da tempo dovuto cedere il potere ai Fatimidi) per superare le strenue difese bizantine e dei suoi sudditi isolani.
La forza economica dell'Emirato ne risentì positivamente e si dette il via a una serie d'interventi architettonici e agricoli che resero l'Ifrīqiya una delle regioni della Dār al-Islām più ricche e produttive.
Dopo la morte di Ziyādat Allāh I, suo fratello Abū ʿIqāl (838–841) divenne l'Emiro d'Ifrīqiya.